# 하비 반스
하비 루이스 반스(영어: Harvey Lewis Barnes, 1997년 12월 9일 ~ )는 잉글랜드의 축구 선수로, 현재 뉴캐슬 유나이티드에서 뛰고 있다.